# Marolles-en-Hurepoix
Pour les articles homonymes, voir Marolles.
Marolles-en-Hurepoix (prononcé [maʁɔl ɑ̃ yʁǝpwa] ) est une commune française située à trente-trois kilomètres au sud de Paris dans le département de l'Essonne en région Île-de-France.
Ses habitants sont appelés les Marollais.

## Géographie

### Situation
| Type d’occupation           | Pourcentage | Superficie (en hectares) |
| --------------------------- | ----------- | ------------------------ |
| Espace urbain construit     | 28,9 %      | 188,29                   |
| Espace urbain non construit | 10,6 %      | 68,69                    |
| Espace rural                | 60,5 %      | 393,70                   |
| Source : Iaurif             |             |                          |

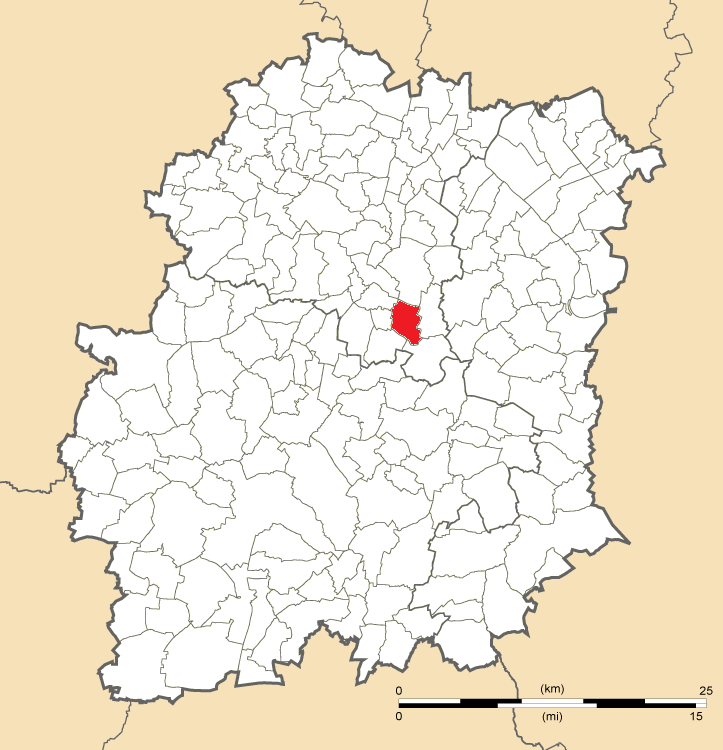
Position de Marolles-en-Hurepoix en Essonne.

Marolles-en-Hurepoix est située à trente-trois kilomètres au sud de Paris-Notre-Dame, point zéro des routes de France, treize kilomètres au sud-ouest d'Évry, dix-sept kilomètres au sud-est de Palaiseau, cinq kilomètres au sud-est d'Arpajon, neuf kilomètres au sud-est de Montlhéry, neuf kilomètres au nord-ouest de La Ferté-Alais, quatorze kilomètres au sud-ouest de Corbeil-Essonnes, dix-neuf kilomètres au nord-est d'Étampes, vingt-et-un kilomètres au nord-ouest de Milly-la-Forêt, vingt-deux kilomètres au nord-est de Dourdan.

### Communes limitrophes
La ville de Marolles-en-Hurepoix est adjacente aux communes de Saint-Vrain, Leudeville, Guibeville et Cheptainville.

### Climat
Pour des articles plus généraux, voir Climat de l'Île-de-France et Climat de l'Essonne.
En 2010, le climat de la commune est de type climat océanique dégradé des plaines du Centre et du Nord, selon une étude du CNRS s'appuyant sur une série de données couvrant la période 1971-2000. En 2020, Météo-France publie une typologie des climats de la France métropolitaine dans laquelle la commune est exposée à un climat océanique altéré et est dans la région climatique Sud-ouest du bassin Parisien, caractérisée par une faible pluviométrie, notamment au printemps (120 à 150 mm) et un hiver froid (3,5 °C). 
Pour la période 1971-2000, la température annuelle moyenne est de 11,1 °C, avec une amplitude thermique annuelle de 15,3 °C. Le cumul annuel moyen de précipitations est de 646 mm, avec 10,7 jours de précipitations en janvier et 7,7 jours en juillet. Pour la période 1991-2020, la température moyenne annuelle observée sur la station météorologique la plus proche, située sur la commune de Brétigny-sur-Orge à 5 km à vol d'oiseau, est de 11,9 °C et le cumul annuel moyen de précipitations est de 628,9 mm,. Pour l'avenir, les paramètres climatiques de la commune estimés pour 2050 selon différents scénarios d'émission de gaz à effet de serre sont consultables sur un site dédié publié par Météo-France en novembre 2022.
| Mois                                  | jan.           | fév.           | mars            | avril         | mai             | juin           | jui.           | août           | sep.           | oct.            | nov.            | déc.             | année      |
| ------------------------------------- | -------------- | -------------- | --------------- | ------------- | --------------- | -------------- | -------------- | -------------- | -------------- | --------------- | --------------- | ---------------- | ---------- |
| Température minimale moyenne (°C)     | 1,7            | 1,5            | 3,6             | 5,7           | 9,2             | 12,5           | 14,4           | 14,1           | 11             | 8,2             | 4,5             | 2,2              | 7,4        |
| Température moyenne (°C)              | 4,5            | 5              | 8,1             | 10,9          | 14,5            | 17,9           | 20,2           | 20             | 16,4           | 12,4            | 7,7             | 4,9              | 11,9       |
| Température maximale moyenne (°C)     | 7,2            | 8,5            | 12,6            | 16,2          | 19,8            | 23,4           | 26             | 25,9           | 21,8           | 16,6            | 10,9            | 7,6              | 16,4       |
| Record de froid (°C) date du record   | −20,6 08.01.10 | −17 23.02.1963 | −10,7 13.03.13  | −4,7 11.04.03 | −1,9 07.05.1957 | 1,4 05.06.1991 | 3,8 01.07.1960 | 3,7 28.08.1974 | 0,2 17.09.1971 | −4,5 29.10.1985 | −9,6 24.11.1998 | −16,4 29.12.1964 | −20,6 2010 |
| Record de chaleur (°C) date du record | 15,8 27.01.03  | 20,2 27.02.19  | 25,3 25.03.1955 | 29,4 20.04.18 | 32 28.05.17     | 37,3 18.06.22  | 42 25.07.19    | 39,7 06.08.03  | 35,4 08.09.23  | 30,3 01.10.1985 | 22,1 07.11.15   | 16,8 17.12.15    | 42 2019    |
| Précipitations (mm)                   | 48,2           | 44,9           | 45              | 44,6          | 61,4            | 55,6           | 53,1           | 57,7           | 48,6           | 52,6            | 54,5            | 62,7             | 628,9      |

### Voies de communication et transports

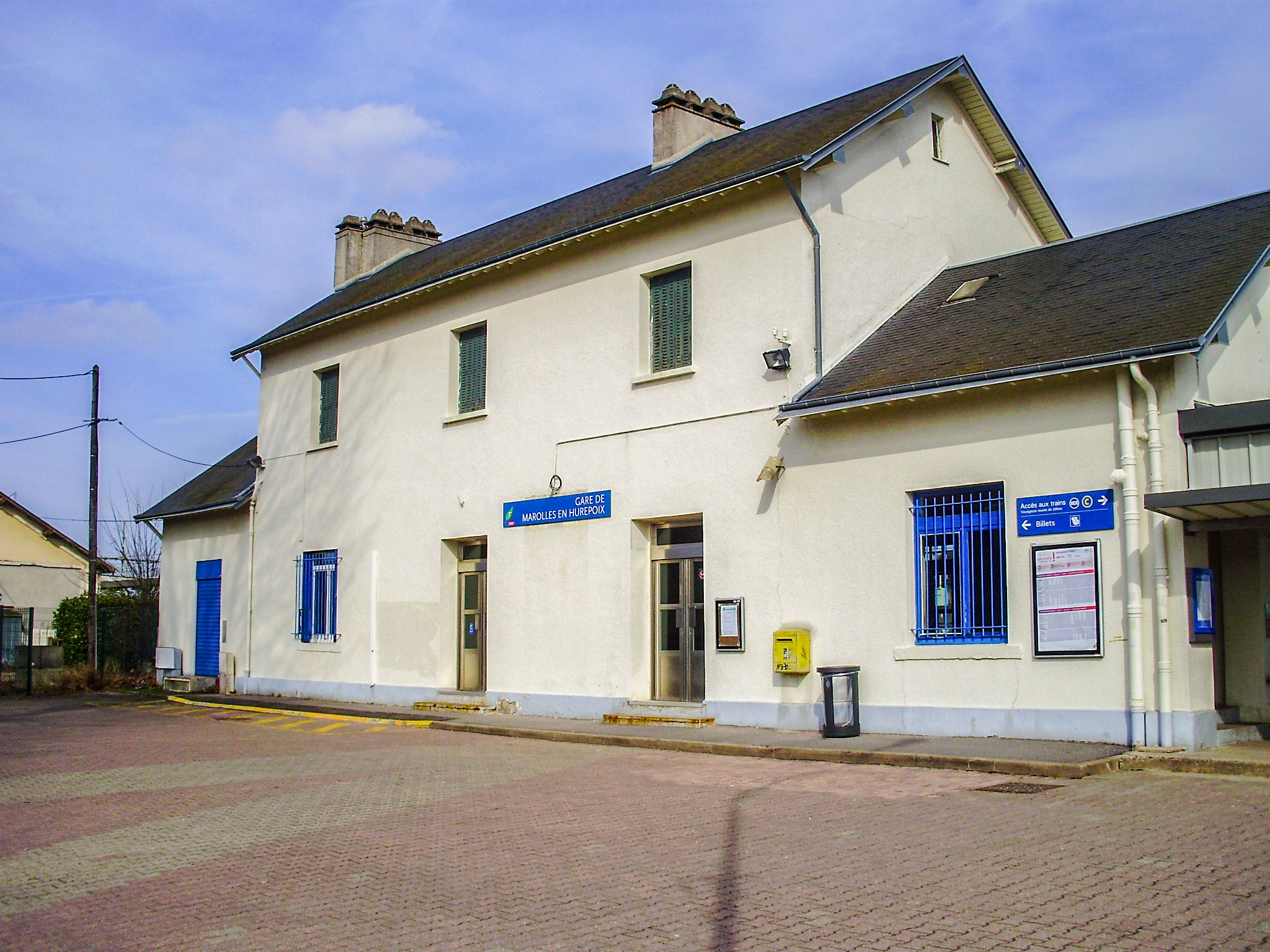
La gare de Marolles-en-Hurepoix.

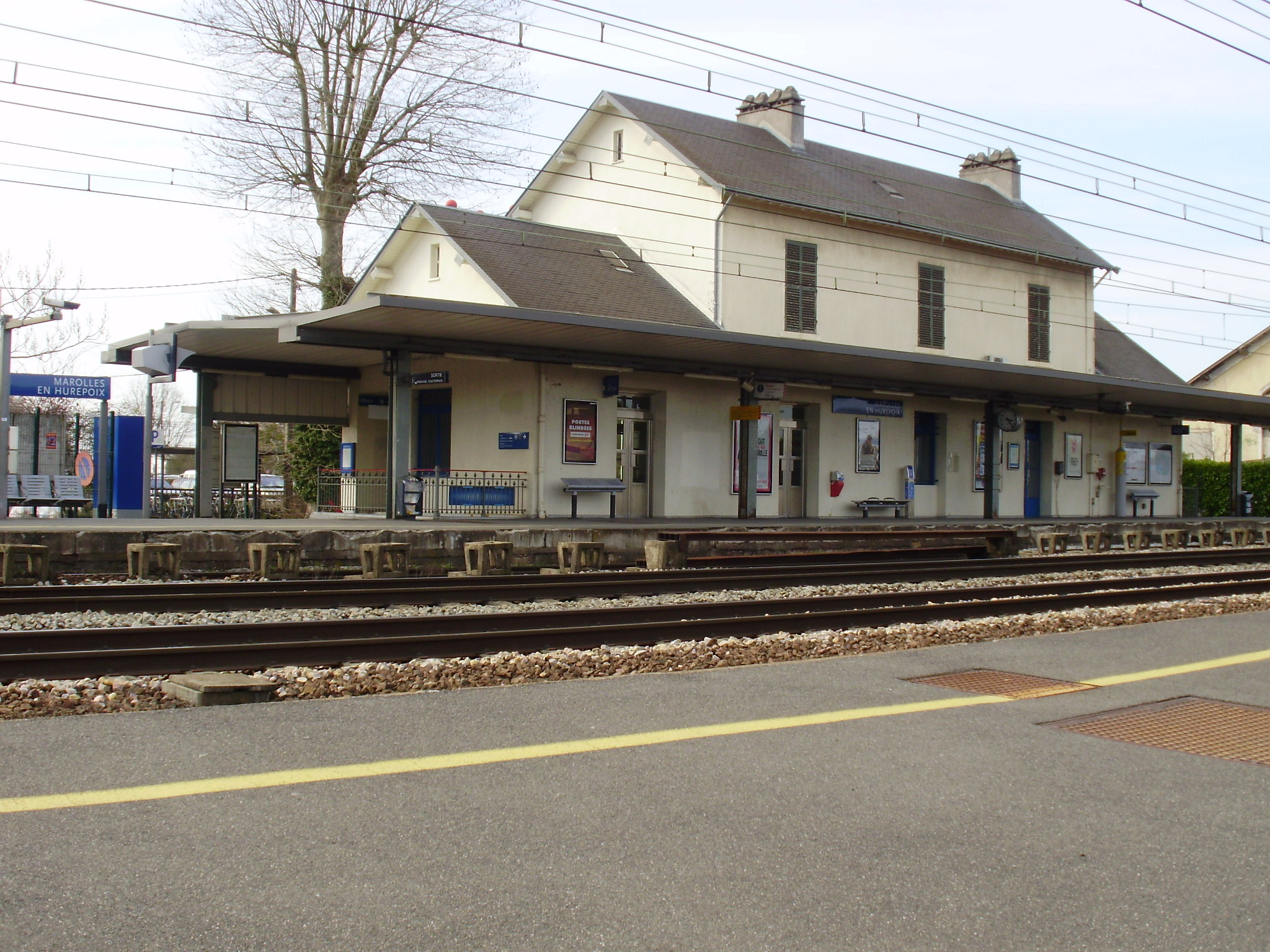

La commune dispose sur son territoire de la gare de Marolles-en-Hurepoix desservie par la ligne C du RER d'Île-de-France.
La ligne de bus 4301 du réseau de bus Essonne Sud Est relie Marolles - Leudeville - Vert-le-Petit - et Ballancourt. La ligne 4553 du réseau de bus Cœur d'Essonne dessert la commune. Les deux lignes 18-11A et 18-11B assurent une desserte interne à la commune.
La N 20 est à 6 km à l'ouest de Marolles, via la D 19.
L'autoroute A6, à l'est de Marolles est à 18 km.

### Lieux-dits, écarts et quartiers

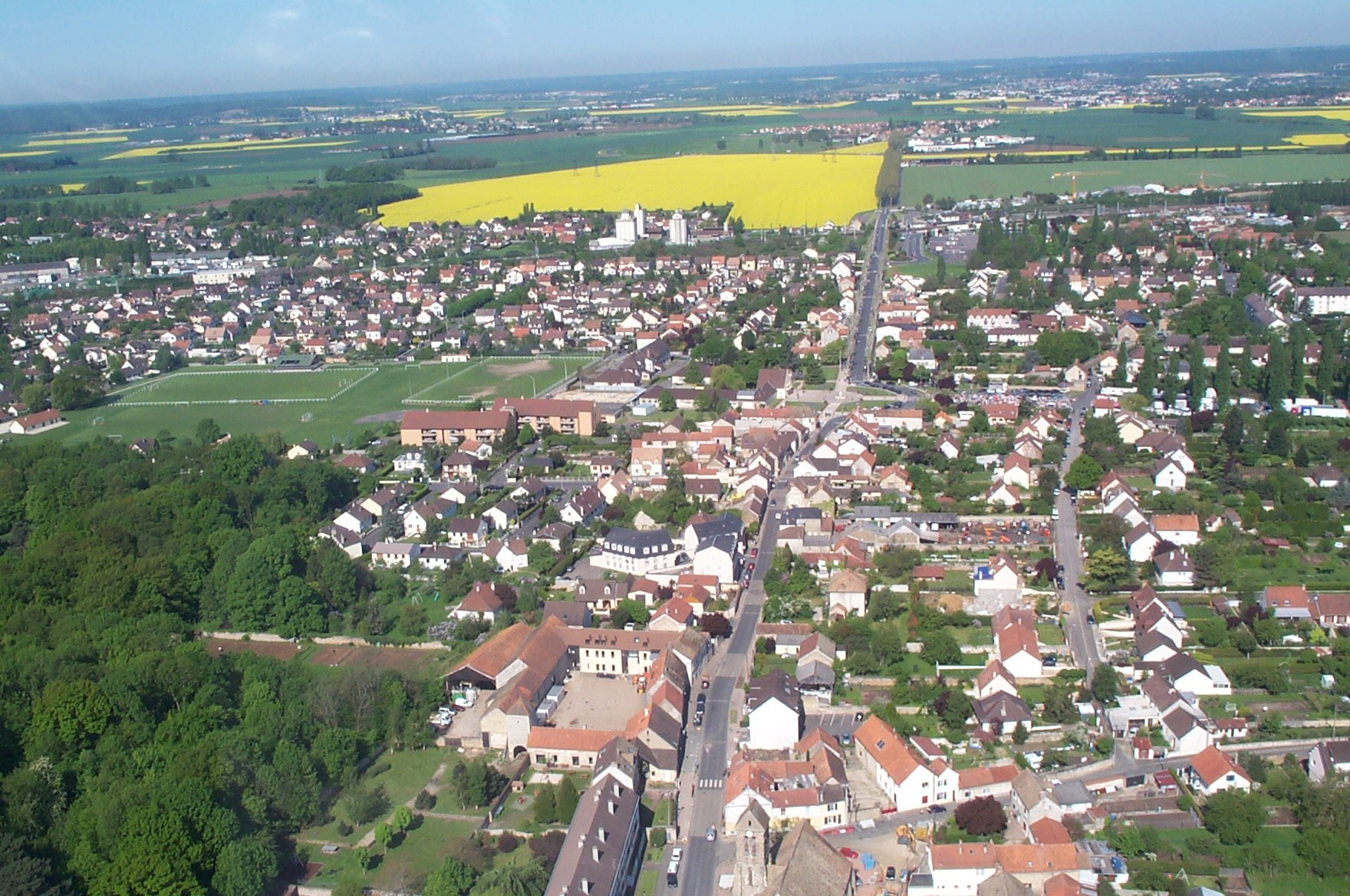
Marolles-en-Hurepoix vue du ciel.

## Urbanisme

### Typologie
Au 1er janvier 2024, Marolles-en-Hurepoix est catégorisée ceinture urbaine, selon la nouvelle grille communale de densité à sept niveaux définie par l'Insee en 2022.
Elle appartient à l'unité urbaine de Marolles-en-Hurepoix, une agglomération intra-départementale regroupant deux  communes, dont elle est ville-centre,,. Par ailleurs la commune fait partie de l'aire d'attraction de Paris, dont elle est une commune de la couronne,. Cette aire regroupe 1 929 communes,.

## Toponymie
Matriolæ en 1132, Apud Mairolas vers 1100, Merroliæ en 1203, Merrolæ au XIIIe siècle.
Il s'agit du type toponymique Materiola, dérivé du bas latin materia « bois (de construction) », parfois confondu avec le composé gaulois bien connu Maro-ialon, basé sur les mots maro signifiant « grand » et ialon signifiant « clairière » cf. Mareuil.
Marolles-en-Hurepoix que l'on cite dans le cartulaire de l'Yonne paru en 1132 sous la forme materiolae comme issu du latin materiola lui-même diminutif de "matériau, bois de construction". Une définition qui pourrait trouver ses sources dans le fait qu'à l'origine, le territoire communal était couvert de forêts et que celles-ci furent exploitées puis défrichées.
La commune fut créée en 1793 avec son nom actuel. Le village aurait porté le nom de Marolles-en-Josas et Marolles-lès-Arpajon,,,.

## Politique et administration

### Politique locale
La commune de Marolles-en-Hurepoix est rattachée au canton de Brétigny-sur-Orge, représenté par les conseillers départementaux Nicolas Méary (UDI) et Sophie Rigault (LR), à l'arrondissement de Palaiseau et à la troisième circonscription de l'Essonne, représentée par la députée Laëtitia Romeiro Dias (LREM).
L'Insee attribue à la commune le code 91 3 04 376. La commune de Marolles-en-Hurepoix est enregistrée au répertoire des entreprises sous le code SIREN 219 103 769. Son activité est enregistrée sous le code APE 8411Z.

### Tendances et résultats politiques

#### Élections présidentielles, résultats des deuxièmes tours
- Élection présidentielle de 2002 : 82,90 % pour Jacques Chirac (RPR), 17,10 % pour Jean-Marie Le Pen (FN), 83,37 % de participation[38].
- Élection présidentielle de 2007 : 52,80 % pour Nicolas Sarkozy (UMP), 47,20 % pour Ségolène Royal (PS), 85,79 % de participation[39].
- Élection présidentielle de 2012 : 50,87 % pour François Hollande (PS), 49,13 % pour Nicolas Sarkozy (UMP), 84,97 % de participation[40].
- Élection présidentielle de 2017 : 67,35 % pour Emmanuel Macron (LREM), 32,65 % pour Marine Le Pen (FN), 76,88 % de participation.

#### Élections législatives, résultats des deuxièmes tours
- Élections législatives de 2002 : 53,51 % pour Geneviève Colot (UMP), 46,49 % pour Yves Tavernier (PS), 63,97 % de participation[41].
- Élections législatives de 2007 : 51,62 % pour Geneviève Colot (UMP), 48,38 % pour Brigitte Zins (PS), 61,29 % de participation[42].
- Élections législatives de 2012 : 55,62 % pour Michel Pouzol (PS), 44,38 % pour Geneviève Colot (UMP), 60,27 % de participation[43].
- Élections législatives de 2017 : 57,49 % pour Laëtitia Romeiro Dias (LREM), 42,51 % pour Virginie Araujo (LFI), 48,18 % de participation.

#### Élections européennes, résultats des deux meilleurs scores
- Élections européennes de 2004 : 28,28 % pour Harlem Désir (PS), 13,25 % pour Patrick Gaubert (UMP), 46,13 % de participation[44].
- Élections européennes de 2009 : 25,34 % pour Michel Barnier (UMP), 18,44 % pour Daniel Cohn-Bendit (Les Verts), 45,54 % de participation[45].
- Élections européennes de 2014 : 22,12 % pour Aymeric Chauprade (RN), 17,05 % pour Alain Lamassoure (UMP), 48,67 % de participation.
- Élections européennes de 2019 : 21,87 % pour Nathalie Loiseau (LREM), 20,30 % pour Jordan Bardella (RN), 56,77 % de participation.

#### Élections régionales, résultats des deux meilleurs scores
- Élections régionales de 2004 : 52,46 % pour Jean-Paul Huchon (PS), 35,26 % pour Jean-François Copé (UMP), 68,47 % de participation[46].
- Élections régionales de 2010 : 59,59 % pour Jean-Paul Huchon (PS), 40,41 % pour Valérie Pécresse (UMP), 54,02 % de participation[47].
- Élections régionales de 2015 : 39,22 % pour Claude Bartolone (PS), 39,13 % pour Valérie Pécresse (LR), 62,08 % de participation.

#### Élections cantonales et départementales, résultats des deuxièmes tours
- Élections cantonales de 2001 : données manquantes.
- Élections cantonales de 2008 : 51,27 % pour Michaël Christophe (UMP), 48,73 % pour Michel Pouzol (PS), 62,70 % de participation[48].
- Élections départementales de 2015 : 57,94 % pour Nicolas Méary (UDI) et Sophie Rigault (UMP), 42,06 % pour Isabelle Catrain (EELV) et Michel Pouzol (PS), 49,97 % de participation.

#### Élections municipales, résultats des deuxièmes tours
- Élections municipales de 2001 : données manquantes.
- Élections municipales de 2008 : 56,37 % pour Georges Joubert (DVD), 43,63 % pour Alain Loiseau (DVD), 66,86 % de participation[49].
- Élections municipales de 2014 : 100,00 % pour Georges Joubert (DVD) élu au premier tour, 52,68 % de participation.
- Élections municipales de 2020 : 54,32 % pour Georges Joubert (DVD) élu au premier tour, 35,14 % pour Nicolas Murail (DVD), 10,52 % pour Gilles Delvalle (SE), 49,13 % de participation.

#### Référendums
- Référendum de 2000 relatif au quinquennat présidentiel : 72,63 % pour le Oui, 27,37 % pour le Non, 33,79 % de participation[50].
- Référendum de 2005 relatif au traité établissant une Constitution pour l'Europe : 55,33 % pour le Non, 44,67 % pour le Oui, 73,96 % de participation[51].

### Sécurité
La commune de Marolles-en-Hurepoix dispose sur son territoire d'une brigade de gendarmerie nationale et d'un centre de première intervention.

### Jumelages
| Marolles-en-Hurepoix Coppenbrügge Southam |

Marolles-en-Hurepoix a développé des associations de jumelage avec :
- Coppenbrügge (Allemagne) depuis 1994, en allemand Coppenbrügge, située à 649 kilomètres[54].
- Southam (Royaume-Uni) depuis 1992, en anglais Southam, située à 486 kilomètres[55].
- Lakamané (Mali) depuis 1994, située à 3 954 kilomètres.

## Population et société

### Démographie

#### Évolution démographique
L'évolution du nombre d'habitants est connue à travers les recensements de la population effectués dans la commune depuis 1793. Pour les communes de moins de 10 000 habitants, une enquête de recensement portant sur toute la population est réalisée tous les cinq ans, les populations de référence des années intermédiaires étant quant à elles estimées par interpolation ou extrapolation. Pour la commune, le premier recensement exhaustif entrant dans le cadre du nouveau dispositif a été réalisé en 2007.

En 2022, la commune comptait 5 688 habitants, en évolution de +7,32 % par rapport à 2016 (Essonne : +2,89 %, France hors Mayotte : +2,11 %).
| 1793 | 1800 | 1806 | 1821 | 1831 | 1836 | 1841 | 1846 | 1851 |
| ---- | ---- | ---- | ---- | ---- | ---- | ---- | ---- | ---- |
| 380  | 437  | 430  | 414  | 407  | 394  | 385  | 413  | 430  |

| 1856 | 1861 | 1866 | 1872 | 1876 | 1881 | 1886 | 1891 | 1896 |
| ---- | ---- | ---- | ---- | ---- | ---- | ---- | ---- | ---- |
| 450  | 457  | 469  | 474  | 479  | 574  | 626  | 668  | 704  |

| 1901 | 1906 | 1911 | 1921 | 1926 | 1931  | 1936 | 1946  | 1954  |
| ---- | ---- | ---- | ---- | ---- | ----- | ---- | ----- | ----- |
| 680  | 669  | 653  | 806  | 810  | 1 036 | 999  | 1 003 | 1 094 |

| 1962  | 1968  | 1975  | 1982  | 1990  | 1999  | 2006  | 2007  | 2012  |
| ----- | ----- | ----- | ----- | ----- | ----- | ----- | ----- | ----- |
| 1 401 | 1 578 | 2 711 | 3 549 | 4 126 | 4 669 | 4 731 | 4 740 | 4 928 |

| 2017  | 2022  | - | - | - | - | - | - | - |
| ----- | ----- | - | - | - | - | - | - | - |
| 5 388 | 5 688 | - | - | - | - | - | - | - |

#### Pyramide des âges
En 2018, le taux de personnes d'un âge inférieur à 30 ans s'élève à 36,4 %, soit en dessous de la moyenne départementale (39,9 %). À l'inverse, le taux de personnes d'âge supérieur à 60 ans est de 22,0 % la même année, alors qu'il est de 20,1 % au niveau départemental.
En 2018, la commune comptait 2 708 hommes pour 2 880 femmes, soit un taux de 51,54 % de femmes, légèrement supérieur au taux départemental (51,02 %).
Les pyramides des âges de la commune et du département s'établissent comme suit.
| Hommes | Classe d’âge | Femmes |
| ------ | ------------ | ------ |
| 0,2    | 90 ou +      | 0,4    |
| 6,2    | 75-89 ans    | 7,4    |
| 14,8   | 60-74 ans    | 15,0   |
| 21,3   | 45-59 ans    | 21,1   |
| 19,8   | 30-44 ans    | 20,9   |
| 17,6   | 15-29 ans    | 16,6   |
| 20,1   | 0-14 ans     | 18,5   |

| Hommes | Classe d’âge | Femmes |
| ------ | ------------ | ------ |
| 0,5    | 90 ou +      | 1,4    |
| 5,4    | 75-89 ans    | 7,2    |
| 12,9   | 60-74 ans    | 13,9   |
| 20     | 45-59 ans    | 19,4   |
| 19,9   | 30-44 ans    | 20,1   |
| 20     | 15-29 ans    | 18,2   |
| 21,3   | 0-14 ans     | 19,8   |

### Enseignement
Les élèves de Marolles-en-Hurepoix sont rattachés à l'académie de Versailles. La commune dispose sur son territoire de l'école maternelle du Parc-Gaillon et de l'école primaire Roger-Vivier et du collège Saint-Exupéry.

### Médias
L'hebdomadaire Le Républicain relate les informations locales. La commune est en outre dans le bassin d'émission des chaînes de télévision France 3 Paris Île-de-France Centre, IDF1 et Téléssonne intégré à Télif.

### Cultes
La paroisse catholique de Marolles-en-Hurepoix est rattachée au secteur pastoral de Brétigny et au diocèse d'Évry-Corbeil-Essonnes. Elle dispose de l'église Notre-Dame-de-l'Assomption.

## Économie
Siège social et usine de fabrication de la société Panhard Defense absorbé par Arquus en 2018. L'usine a produit 1 200 véhicules en 2019.

### Emplois, revenus et niveau de vie
En 2006, le revenu fiscal médian par ménage était de 22 955 €, ce qui plaçait la commune au 957e rang parmi les 30 687 communes de plus de cinquante ménages que compte le pays et au quatre-vingt septième rang départemental.
| Répartition des emplois par catégories socioprofessionnelles en 2006. |              |                                           |                                                   |                            |                          |                           |
|                                                                       | Agriculteurs | Artisans, commerçants, chefs d’entreprise | Cadres et professions intellectuelles supérieures | Professions intermédiaires | Employés                 | Ouvriers                  |
| Marolles-en-Hurepoix                                                  | 0,8 %        | 5,7 %                                     | 16,2 %                                            | 30,2 %                     | 24,0 %                   | 23,1 %                    |
| Zone d'emploi de Dourdan                                              | 0,7 %        | 6,0 %                                     | 18,9 %                                            | 28,5 %                     | 26,3 %                   | 19,6 %                    |
| Moyenne nationale                                                     | 2,2 %        | 6,0 %                                     | 15,4 %                                            | 24,6 %                     | 28,7 %                   | 23,2 %                    |
| Répartition des emplois par secteurs d’activités en 2006.             |              |                                           |                                                   |                            |                          |                           |
|                                                                       | Agriculture  | Industrie                                 | Construction                                      | Commerce                   | Services aux entreprises | Services aux particuliers |
| Marolles-en-Hurepoix                                                  | 0,9 %        | 22,6 %                                    | 11,2 %                                            | 10,8 %                     | 14,6 %                   | 3,0 %                     |
| Zone d'emploi de Dourdan                                              | 1,7 %        | 10,4 %                                    | 7,5 %                                             | 11,8 %                     | 21,6 %                   | 6,9 %                     |
| Moyenne nationale                                                     | 3,5 %        | 15,2 %                                    | 6,4 %                                             | 13,3 %                     | 13,3 %                   | 7,6 %                     |
| Sources : Insee,                                                      |              |                                           |                                                   |                            |                          |                           |

## Culture locale et patrimoine

### Patrimoine environnemental
Les bois au nord et au sud du territoire et les champs au nord du bourg ont été recensés au titre des espaces naturels sensibles par le conseil général de l'Essonne.

### Patrimoine architectural

#### Édifices religieux
- Église Notre-Dame-de-l'Assomption de la Très-Sainte-Vierge

#### Édifices civils
- Le château de Beaulieu appartient en 1480 à Jacques de Saint-Benît, chambellan de Louis XI. Il est démoli en partie dans les années 1750. L'ingénieur Émile Levassor y est né.
- Le château de Marolles appartient à la maison de Mesmes de 1481 à 1680 et en 1788 à la maison de Montmorency, prince de Robecq et d'Alexandrine de la Rochefoucault. Il passe par la suite au comte Treilhard. Acheté en 1935 par la commune avec sept hectares de terre pour y réaliser un groupe mairie-école, il est incendié par les troupes allemandes les 16 et 17 août 1944.
- Le château de Gaillon appartient à Madeleine de Baugy en 1588. Il est acheté dans les années 1970, par une filiale de la SNCF qui le fait démolir et réalise à son emplacement un ensemble locatif, le parc Gaillon.
- Le château des Tournelles situé sur la route de Leudeville, propriété de la famille des Garets. Le château et une belle grange sont brûlés par les Allemands les 16 et 17 août 1944 ; ne subsistent que le parc et les communs appartenant toujours à la famille des Garets.

### Marolles-en-Hurepoix dans les arts et la culture
Blême Euryale. Label légendaire de black metal

### Personnalités liées à la commune
Différents personnages publics sont nés, décédés ou ont vécu à Marolles-en-Hurepoix :
- Émile Levassor (1843-1897), ingénieur, y est né
- Pierre Decroo (1913-1950), aviateur et pilote d'essais, y est mort
- Friedrich Burgmüller (1806-1874) compositeur de ballets et de musiques de piano, décédé à la ferme de Beaulieu

### Héraldique
| Blason de Marolles-en-Hurepoix | Blason  | D'argent au chevron d'azur accompagné de trois merlettes de sable, au chef ondé de gueules chargé d'une hure de sanglier d'or défendue du champ, languée et allumée aussi de gueules. |
| Blason de Marolles-en-Hurepoix | Détails | |